# Jaume Sampera i Pagès
Jaume Sampera i Pagès (el Masnou, Maresme, 27 de juliol del 1911 - 18 de juliol del 1973) va ser músic, compositor i pianista.
Fou subdirector de l'Orfeó Masnoví els anys 1928-1934, quan el portava en Martí Cabús i Matamala, i el dirigí en una segona època, a partir del 1947 durant uns anys. Dirigí l'Orquestra del Masnou als anys 50. Formà part de la Junta Directiva de La Calàndria del 1962 al 1966. Compongué la sardana Camí a l'horitzó. Va ser organista de la parròquia de Sant Pere del Masnou i dirigí breument la "Coral l'Amistat" de Premià de Mar als anys 1972-1973, quan aquesta es reorganitzà després d'una crisi interna.